# Piora ericoides
Piora es un género monotípico de plantas herbáceas, perteneciente a la familia Asteraceae. Su única especie Piora ericoides, es originaria del Nueva Guinea.

## Taxonomía
Piora ericoides fue descrita por J.T.Koster y publicado en Nova Guinea Bot. 24: 596. 1966.